# Alfred Brun
Alfred Brun (* 18. April 1864 in Sevilla; † 1935 in Paris) war ein französischer Geiger, Musikpädagoge und Komponist.
Brun war Geiger im Orchester der Pariser Oper und Erster Geiger im Orchester der Societé des  Concerts. Zu seinen Schülern zählten u. a. Jean Fournier, Pierre Nerine, Maurice Crut, Robert Krettly und Sophie-Carmen Eckhardt-Gramatté. Als Komponist trat er u. a. mit 24 Etüden für Violine und Werken für Violine und Klavier hervor.